# بايرون بارنارد لامونت
بايرون بارنارد لامونت (بالإنجليزية: Byron Lamont)‏ هو عالم نبات أسترالي، ولد في 2 يناير 1945.